# Chamaedorea seifrizii
Chamaedorea seifrizii is een soort uit de palmenfamilie.
De luchtfilterende plant komt van nature voor in Zuid-Amerika. Volgens de NASA Clean Air Study haalt de plant formaldehyde, xyleen en tolueen uit de lucht.